# Communauté de communes Côtes de Meuse - Woëvre
La communauté de communes Côtes de Meuse - Woëvre est une communauté de communes française, située dans le département de la Meuse et la région Grand Est.
Elle est née de la fusion le 1er janvier 2013 de la « Communauté de communes de la Petite Woëvre » avec la « Communauté de communes du pays de Vigneulles les Hattonchâtel ».

## Composition
La communauté de communes est composée des 25 communes suivantes :

| Nom                                 | Code Insee | Gentilé        | Superficie (km2) | Population (dernière pop. légale) | Densité (hab./km2) |
| ----------------------------------- | ---------- | -------------- | ---------------- | --------------------------------- | ------------------ |
| Vigneulles-lès-Hattonchâtel (siège) | 55551      | Vigneullois    | 62,59            | 1 581 (2022)                      | 25                 |
| Apremont-la-Forêt                   | 55012      | Asperomontais  | 32,89            | 425 (2022)                        | 13                 |
| Beney-en-Woëvre                     | 55046      |                | 17,2             | 136 (2022)                        | 7,9                |
| Bouconville-sur-Madt                | 55062      | Bouconvillois  | 6,98             | 100 (2022)                        | 14                 |
| Broussey-Raulecourt                 | 55085      |                | 21,02            | 285 (2022)                        | 14                 |
| Buxières-sous-les-Côtes             | 55093      | Buxiérois      | 26,72            | 266 (2022)                        | 10                 |
| Chaillon                            | 55096      | Chaillonnais   | 11,54            | 110 (2022)                        | 9,5                |
| Frémeréville-sous-les-Côtes         | 55196      | Frémerévillois | 6,44             | 127 (2022)                        | 20                 |
| Geville                             | 55258      | Gévillois      | 33,1             | 627 (2022)                        | 19                 |
| Girauvoisin                         | 55212      |                | 5,06             | 77 (2022)                         | 15                 |
| Heudicourt-sous-les-Côtes           | 55245      | Heudicourtois  | 13,56            | 169 (2022)                        | 12                 |
| Jonville-en-Woëvre                  | 55256      | Jonvillois     | 10,81            | 144 (2022)                        | 13                 |
| Lachaussée                          | 55267      | Lacucéens      | 27,19            | 280 (2022)                        | 10                 |
| Lahayville                          | 55270      |                | 3,96             | 29 (2022)                         | 7,3                |
| Lamorville                          | 55274      | Lamorvillois   | 34,93            | 276 (2022)                        | 7,9                |
| Loupmont                            | 55303      | Loupmontois    | 10,33            | 73 (2022)                         | 7,1                |
| Montsec                             | 55353      | Montséchois    | 5,95             | 76 (2022)                         | 13                 |
| Nonsard-Lamarche                    | 55386      | Nonsardois     | 18,18            | 225 (2022)                        | 12                 |
| Rambucourt                          | 55412      | Rambucourtois  | 14,86            | 191 (2022)                        | 13                 |
| Richecourt                          | 55431      | Richecourtois  | 6,23             | 56 (2022)                         | 9                  |
| Saint-Julien-sous-les-Côtes         | 55460      |                | 4,95             | 139 (2022)                        | 28                 |
| Saint-Maurice-sous-les-Côtes        | 55462      | Saint-Mauriots | 9,3              | 359 (2022)                        | 39                 |
| Valbois                             | 55530      |                | 17,09            | 95 (2022)                         | 5,6                |
| Varnéville                          | 55528      |                | 6,44             | 49 (2022)                         | 7,6                |
| Xivray-et-Marvoisin                 | 55586      |                | 14,45            | 116 (2022)                        | 8                  |

## Démographie
| 1968  | 1975  | 1982  | 1990  | 1999  | 2010  | 2015  | 2021  |
| ----- | ----- | ----- | ----- | ----- | ----- | ----- | ----- |
| 5 522 | 5 096 | 4 855 | 5 107 | 5 218 | 5 897 | 6 019 | 5 987 |

## Fonctionnement

### Présidence
| Période                                  | Période                     | Identité          | Étiquette   | Qualité |
| ---------------------------------------- | --------------------------- | ----------------- | ----------- | --- |
| Les données manquantes sont à compléter. |                             |                   |             | |
| 2013                                     | En cours (au 17 avril 2014) | Sylvain Denoyelle | UDI (PR)-MR | Conseiller financier Maire de Nonsard-Lamarche (depuis 2001) Conseiller général du canton de Vigneulles-lès-Hattonchâtel (2001-2015)puis conseiller départemental du canton de Saint-Mihiel (depuis 2015) |